# Karin Thürig
Karin Thürig (Rothenburg, Suïssa 1972) és una ciclista, duatleta i triatleta suïssa, guanyadora de dues medalles olímpiques.

## Biografia
Va néixer el 4 de juliol de 1972 a la ciutat de Rothenburg, població situada al cantó de Lucerna. És germana de la també ciclista Andrea Thürig.

## Carrera esportiva

### Ciclisme
Especialista en ciclisme en ruta, tot i que també practica el ciclisme en pista, va participar, als 32 anys, en els Jocs Olímpics d'Estiu de 2004 realitzats a Atenes (Grècia), on va aconseguir guanyar la medalla de bronze en la prova contrarellotge femenina i va finalitzar cinquena en al prova de persecució en pista, guanyant així un diploma olímpic. En els Jocs Olímpics d'Estiu de 2008 realitzats a Pequín (República Popular de la Xina) aconseguí revalidar la seva medalla de bronze en la prova contrarellotge i finalitzà novena en la prova de persecució en pista.
Al llarg de la seva carrera ha aconseguit guanyar quatre medalles en el Campionat del Món de ciclisme en contrarellotge femení, dues d'elles d'or; i una medalla de bronze en el Campionat del Món de ciclisme en pista. Axí mateix ha estat set vegades campiona del seu país contrarellotge (2002, 2004-2009). L'any 2008 finalitzà segona al Gran Bucle, l'anomenat "Tour de França femení".

### Duatló/Triatló
Tres vegades campiona del seu país de duatló (2001, 2002 i 2003), ha estat vencedora de la Copa del Món de l'especialitat els anys 2001 i 2002. Així mateix fou campiona del Món de llarga distància els anys 2001 i 2002.
Especialista en la pràctica de triatlons, ha guanyat l'ironman de França (2002), Zuric (2005), Lanzarote (2006) i Mònaco (2006).

## Palmarès en ciclisme
- 2002
  -  Campiona de Suïssa en contrarellotge
- 2003
  - 1a al Gran Premi de les Nacions
- 2004
  -  Medalla de bronze als Jocs Olímpics d'Atenes en contrarellotge
  -  Campiona del Món en contrarellotge
  -  Campiona de Suïssa en contrarellotge
  - 1a al Chrono champenois
  - Vencedora d'una etapa a la Gracia Orlová
  - Vencedora d'una etapa a la Volta a Turíngia
- 2005
  -  Campiona del Món en contrarellotge
  -  Campiona de Suïssa en contrarellotge
  - 1a al Souvenir Magalie Pache
  - Vencedora de 2 etapes al Tour de l'Aude
- 2006
  -  Campiona de Suïssa en contrarellotge
  - 1a al Chrono champenois
  - 1a a L'hora d'or femenina (CRE)
- 2007
  -  Campiona de Suïssa en contrarellotge
  - 1a al Chrono champenois
  - 1a al Memorial Davide Fardelli
  - Vencedora d'una etapa al Gran Bucle
- 2008
  -  Medalla de plata als Jocs Olímpics de Pequín en contrarellotge
  -  Campiona de Suïssa en contrarellotge
  - 1a al Chrono champenois
  - 1a al Memorial Davide Fardelli
  - 1a a l'Open de Suède Vårgårda TTT
  - Vencedora d'una etapa a la Volta a Turíngia
  - Vencedora d'una etapa al Gran Bucle
- 2009
  -  Campiona de Suïssa en contrarellotge
  - 1a al Memorial Davide Fardelli

### Resultats a laCopa del Món de ciclisme en pista
- 2003
  - 1r a Ciutat del Cap, en Persecució
- 2004
  - 1r a Moscou, en Persecució